# Cristian Constantin
Cristian Constantin (n. 14 martie, 1978 în Târgoviște, județul Dâmbovița) este un fotbalist român care joacă pentru clubul CS Alro Slatina pe postul de mijlocaș stânga.